# منتخب تونس لكرة الماء
منتخب تونس لكرة الماء هو الفريق الذي يمثل تونس في منافسات كرة الماء للرجال.

## النتائج

### الدوري العالمي لكرة الماء للرجال
- 2002 - لم يشاركوا
- 2003 - لم يشاركوا
- 2004 - لم يشاركوا
- 2005 - لم يشاركوا
- 2006 - لم يشاركوا
- 2007 - لم يشاركوا
- 2008 - انسحبوا في التصفيات